# Blades of the Guardians
Blades of the Guardians (xinès simplificat: 镖人, pinyin: Biāo rén) és una sèrie de manhua xinesa creada per Xu Xianzhe. Es comença a publicar online el 2015, sent adaptada posteriorment a format tom. L'autor, autodidacta, s'havia dedicat a la publicitat i a la traducció literària, i mai no va rebre formació en el camp de la pintura artística, sinó que comença a editar per amor als còmics. És un dels pocs còmics xinesos en ser editats amb èxit al Japó.
El 10 d'agost del 2020 es va anunciar una adaptació animada de la sèrie, produïda per Color Pencil Animation, dirigida per Tian Xiaopeng, i amb emissió exclusiva per Tencent Video.
Blades of the Guardians conta la història dels escortes, uns guerrers hàbils amb l'espasa. L'estil de dibuix s'ha comparat al de sèries japoneses com Vagabond, i la trama amb The Ravages of Time, còmic de Hong Kong ambientat en la dinastia Han.

## Volums
| Volum | Beijing Joint Publishing → Jiangsu Phoenix Publishing and Art Publishing House | Beijing Joint Publishing → Jiangsu Phoenix Publishing and Art Publishing House |
| Volum | Data de publicació                                                             | ISBN                                                                           |
| ----- | ------------------------------------------------------------------------------ | ------------------------------------------------------------------------------ |
| 1     | 1 d’abril de 2018                                                              | ISBN 978-7-5596-1297-7                                                         |
| 2     | 1 de juny de 2018                                                              | ISBN 978-7-5596-1546-6                                                         |
| 3     | 1 d’agost de 2018                                                              | ISBN 978-7-5596-2275-4                                                         |
| 4     | 1 d’octubre de 2018                                                            | ISBN 978-7-5596-2579-3                                                         |
| 5     | 1 de gener de 2019                                                             | ISBN 978-7-5596-2844-2                                                         |
| 6     | 1 de juny de 2019                                                              | ISBN 978-7-5596-3030-8                                                         |
| 7     | 1 de juliol de 2019                                                            | ISBN 978-7-5596-3167-1                                                         |
| 8     | 1 de setembre de 2019                                                          | ISBN 978-7-5594-3169-1                                                         |
| 9     | 1 de gener de 2020                                                             | ISBN 978-7-5594-4162-1                                                         |
| 10    | 1 de juliol de 2020                                                            | ISBN 978-7-5594-4943-6                                                         |